# Hertz Jospa

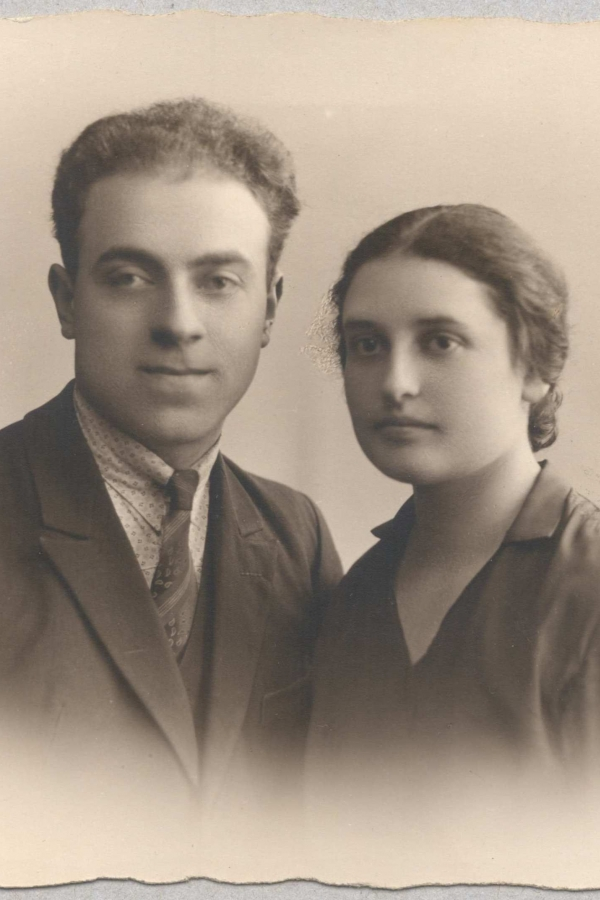
Hertz en Yvonne Have Jospa-Groisman

Hertz Jospa (Rezina Bessarabia, 1904 – Brussel, 1966) was een Belgisch verzetsstrijder in  de Tweede Wereldoorlog, In september 1942 richtte hij samen met zijn vrouw Hava Groisman alias Yvonne Jospa, het Joods Defensiecomité (CDJ) op, dat meer dan 3.000 Joodse kinderen van deportatie en de dood zou redden. Hij was lid van het Nationaal Comité van het onafhankelijkheidsfront en was de contactpersoon tussen de CDJ, het onafhankelijkheidsfront en zijn gewapende vleugel: de aanhangers van het Belgische leger.

## Biografie
Hertz Jospa werd in 1904 geboren in Joodse Bessarabische ouders in Rezina (nu in Moldavië). In 1921 stuurde zijn vader hem naar België om te studeren aan de Universiteit van Luik. Hij studeerde af in 1926 als mijningenieur. In oktober 1933 trouwde hij met Yvonne Jospa. Ze kwam ook uit Bessarabia en had net haar studie in Luik afgerond. Op de dag van hun huwelijk sloten ze zich aan bij de Belgische Communistische Partij.
In 1940 werd hij gemobiliseerd in Frankrijk en keerde hij in september terug naar België. Op dat moment trad hij toe tot het Onafhankelijkheidsfront, dat hem op zijn advies de opdracht gaf om het Joodse Defensiecomité op te richten eind 1941. Deze commissie hielp duizenden joden onderduiken. In april 1943 droeg hij bij aan de aanval van een konvooi van deportatie door contact te leggen met zijn vriend Youra Livchitz en Richard Altenhoff, de bewapeningsofficier van groep G. 153 Joden zullen dus aan een zekere dood ontsnappen.
Op 21 juni 1943 werd hij gearresteerd door de Gestapo die hem gevangen zette in het Fort de Breendonk. In maart 1944 werd hij gedeporteerd naar Buchenwald. Zijn vrouw, zonder nieuws, dacht dat hij dood is. Hij werd in mei 1945 vrijgelaten door de geallieerden en keerde op 8 mei 1945 terug in Brussel. Na de oorlog pleitte hij voor joodse solidariteit. Van 1954 tot 1963 bekleedde hij een zetel in de commissie voor politieke controle van de Belgische Communistische Partij.
In 1964 richtte hij met zijn vrouw de Unie van voormalige Joodse verzetsmensen van België op, waarvan hij president werd. Ze werden ook de grondleggers van de Belgische vleugel van de beweging tegen racisme en voor vriendschap tussen volkeren, gesticht in 1949 in Parijs. De beweging werd in 1966 hernoemd tot Mouvement contre le racisme, l'antisémitisme et la xénophobie (MRAX). Hertz Jospa stierf in 1966.

## Aanvullende bibliografie en filmografie
- Jean-Marie Faux, Hertz en Hava Jospa, in: Jean-Philippe Schreiber (red.), Hertz Jospa: juif, résistant, communiste, EVO, Brussel, 1997, 160 p. ISBN 2870033362.
- Myriam Abramowicz en Esther Hoffenberg, Alsof het gisteren was, Ping-Pong Production (Nationaal distributiecentrum voor Joodse film, Brandeis University), 1980, 86 minuten, documentaire.